# Uruguay en la Copa América 2019
La selección de Uruguay fue uno de los doce equipos participantes en la Copa América 2019. Dicho torneo se desarrolló en Brasil, entre el 14 de junio hasta el 7 de julio de 2019. El sorteo de la Copa América, realizado el 24 de enero en la ciudad de Río de Janeiro, determinó que La Celeste dispute sus partidos en el grupo C, junto a Ecuador, Japón y Chile.

## Preparación
La selección de Uruguay tomó como punto de partida el final de la Copa Mundial de la FIFA 2018, en la cual quedó eliminada en los cuartos de final por 0-2 ante Francia. En el periodo comprendido entre septiembre de 2018 y marzo de 2019, el elenco charrúa disputó un total de siete partidos, cosechando tres victorias y cuatro derrotas.

### Amistosos previos
| 7 de septiembre de 2018, 21:30 (UTC-5) | México                | 1:4 (1:3) | Uruguay                                                    | Estadio NRG, Houston, Estados Unidos |                                 |
|                                        | R. Jiménez 25' (pen.) |           | J. Giménez 21' · L. Suarez 32' 40' (pen.) · G. Pereiro 59' | Asistencia: 63 946 espectadores      | Asistencia: 63 946 espectadores |

| 12 de octubre de 2018, 20:00 (UTC+9) | Corea del Sur                        | 2:1 (0:0) | Uruguay       | Estadio Mundialista de Seúl, Seúl, Corea del Sur |                                 |
|                                      | Hwang Ui-jo 66' · Jung Woo-young 79' |           | M. Vecino 72' | Asistencia: 34 755 espectadores                  | Asistencia: 34 755 espectadores |

| 16 de octubre de 2018, 19:45 (UTC+9) | Japón                                            | 4:3 (2:1) | Uruguay                                        | Estadio de Saitama, Saitama, Japón |                                 |
|                                      | T. Minamino 10' 66' · Y. Osako 36' · R. Dōan 59' |           | G. Pereiro 28' · E. Cavani 57' · Rodríguez 75' | Asistencia: 40 000 espectadores    | Asistencia: 40 000 espectadores |

| 16 de noviembre de 2018, 18:15 (UTC+0) | Brasil            | 1:0 (0:0) | Uruguay | Emirates Stadium, Londres, Inglaterra |                                 |
|                                        | Neymar 76' (pen.) |           |         | Asistencia: 54 200 espectadores       | Asistencia: 54 200 espectadores |

| 20 de noviembre de 2018, 19:30 (UTC+1) | Francia              | 1:0 (0:0) | Uruguay | Stade de France, París, Francia |                                 |
|                                        | O. Giroud 52' (pen.) |           |         | Asistencia: 66 130 espectadores | Asistencia: 66 130 espectadores |

| 22 de marzo de 2019, 19:35 (UTC+8) | Uruguay                           | 3:0 (2:0) | Uzbekistán | Guangxi Sports Center, Nanning, China |                                 |
|                                    | G. Pereiro 5' · C. Stuani 23' 82' |           |            | Asistencia: 28 043 espectadores       | Asistencia: 28 043 espectadores |

| 25 de marzo de 2019, 19:35 (UTC+8) | Tailandia | 0:4 (0:2) | Uruguay                                                      | Guangxi Sports Center, Nanning, China |                                 |
|                                    |           |           | M. Vecino 6' · G. Pereiro 38' · C. Stuani 58' · M. Gómez 88' | Asistencia: 35 561 espectadores       | Asistencia: 35 561 espectadores |

| 7 de junio de 2019, 20:00 (UTC-3) | Uruguay                                        | 3:0 (1:0) | Panamá | Estadio Centenario, Montevideo, Uruguay |                                 |
|                                   | M. Gómez 19' · L. Suárez 69' · F. Valverde 79' |           |        | Asistencia: 49 987 espectadores         | Asistencia: 49 987 espectadores |

## Plantel
| No.   | Pos.                     | Jugador                  | Fecha de nacimiento (edad)         | Apa.                     | Goles                    | Club                     |
| ----- | ------------------------ | ------------------------ | ---------------------------------- | ------------------------ | ------------------------ | ------------------------ |
| 1     | POR                      | Fernando Muslera         | 16 de junio de 1986 (32 años)      | 107                      | 0                        | Galatasaray              |
| 2     | DEF                      | José María Giménez       | 20 de enero de 1995 (24 años)      | 49                       | 7                        | Atlético de Madrid       |
| 3     | DEF                      | Diego Godín              | 16 de febrero de 1986 (33 años)    | 126                      | 8                        | Atlético de Madrid       |
| 4     | DEF                      | Giovanni González        | 20 de septiembre de 1994 (24 años) | 2                        | 0                        | Peñarol                  |
| 5     | MED                      | Matías Vecino            | 24 de agosto de 1991 (27 años)     | 33                       | 3                        | Internazionale de Milán  |
| 6     | MED                      | Rodrigo Bentancur        | 25 de junio de 1997 (21 años)      | 18                       | 0                        | Juventus                 |
| 7     | MED                      | Nicolás Lodeiro          | 21 de marzo de 1989 (30 años)      | 56                       | 4                        | Seattle Sounders         |
| 8     | MED                      | Nahitan Nández           | 28 de diciembre de 1995 (23 años)  | 22                       | 0                        | Boca Juniors             |
| 9     | DEL                      | Luis Suárez              | 24 de enero de 1987 (32 años)      | 106                      | 55                       | FC Barcelona             |
| 10    | MED                      | Giorgian De Arrascaeta   | 1 de junio de 1994 (25 años)       | 19                       | 2                        | Flamengo                 |
| 11    | DEL                      | Cristhian Stuani         | 12 de octubre de 1986 (32 años)    | 48                       | 8                        | Girona                   |
| 12    | POR                      | Martín Campaña           | 29 de mayo de 1989 (30 años)       | 3                        | 0                        | Independiente            |
| 13    | DEF                      | Marcelo Saracchi         | 23 de abril de 1998 (21 años)      | 4                        | 0                        | RB Leipzig               |
| 14    | MED                      | Lucas Torreira           | 11 de febrero de 1996 (23 años)    | 15                       | 0                        | Arsenal                  |
| 15    | MED                      | Federico Valverde        | 22 de julio de 1998 (20 años)      | 9                        | 1                        | Real Madrid              |
| 16    | MED                      | Gastón Pereiro           | 11 de junio de 1995 (24 años)      | 7                        | 4                        | PSV Eindhoven            |
| 17    | DEF                      | Diego Laxalt             | 7 de febrero de 1993 (26 años)     | 16                       | 0                        | AC Milan                 |
| 18    | DEL                      | Maximiliano Gómez        | 14 de agosto de 1996 (22 años)     | 11                       | 1                        | Celta de Vigo            |
| 19    | DEF                      | Sebastián Coates         | 7 de octubre de 1990 (28 años)     | 34                       | 1                        | Sporting de Lisboa       |
| 20    | DEL                      | Jonathan Rodríguez       | 6 de julio de 1993 (25 años)       | 14                       | 2                        | Cruz Azul                |
| 21    | DEL                      | Edinson Cavani           | 14 de febrero de 1987 (32 años)    | 109                      | 46                       | París Saint-Germain      |
| 22    | DEF                      | Martín Cáceres           | 7 de abril de 1987 (32 años)       | 88                       | 4                        | Juventus                 |
| 23    | POR                      | Martín Silva             | 25 de marzo de 1983 (36 años)      | 11                       | 0                        | Libertad                 |
| D. T. | Óscar Washington Tabárez | Óscar Washington Tabárez | Óscar Washington Tabárez           | Óscar Washington Tabárez | Óscar Washington Tabárez | Óscar Washington Tabárez |

## Participación

### Partidos
| Fecha       | Lugar          | Instancia        |         |                    | Resultado    |                    |         |
| ----------- | -------------- | ---------------- | ------- | ------------------ | ------------ | ------------------ | ------- |
| 16 de junio | Belo horizonte | Fase de grupos   | Uruguay | Bandera de Uruguay | 4:0 (3:0)    | Bandera de Ecuador | Ecuador |
| 20 de junio | Porto Alegre   | Fase de grupos   | Uruguay | Bandera de Uruguay | 2:2 (1:1)    | Bandera de Japón   | Japón   |
| 24 de junio | Río de Janeiro | Fase de grupos   | Chile   | Bandera de Chile   | 0:1 (0:0)    | Bandera de Uruguay | Uruguay |
| 29 de junio | Salvador       | Cuartos de final | Uruguay | Bandera de Uruguay | 0:0 (4:5 p.) | Bandera de Perú    | Perú    |

### Primera fase - Grupo C
| Selección | Pts | PJ | PG | PE | PP | GF | GC | Dif |
| --------- | --- | -- | -- | -- | -- | -- | -- | --- |
| Uruguay   | 7   | 3  | 2  | 1  | 0  | 7  | 2  | 5   |
| Chile     | 6   | 3  | 2  | 0  | 1  | 4  | 2  | 2   |
| Japón     | 1   | 3  | 0  | 1  | 1  | 2  | 6  | –4  |
| Ecuador   | 0   | 3  | 0  | 0  | 1  | 0  | 4  | –4  |

|  | Clasificados a los cuartos de final. |

#### Uruguay vs. Ecuador
| 16 de junio de 2019, 19:00 | Uruguay                                                                            | 4:0 (3:0) | Ecuador | Estadio Mineirão, Belo Horizonte                                                 |                                                                                  |
|                            | Nicolás Lodeiro 5' · Edinson Cavani 32' · Luis Suárez 44' · Arturo Mina 79' (a.g.) | Reporte   |         | Asistencia: 13 611 espectadores Árbitro(s): Anderson Daronco VAR: Wilton Sampaio | Asistencia: 13 611 espectadores Árbitro(s): Anderson Daronco VAR: Wilton Sampaio |

| 1          | Guardameta     | Fernando Muslera   |     |
| 2          | Defensa        | José María Giménez |     |
| 3          | Defensa        | Diego Godín        |     |
| 22         | Defensa        | Martín Cáceres     |     |
| 17         | Defensa        | Diego Laxalt       |     |
| 5          | Centrocampista | Matías Vecino      | 81' |
| 6          | Centrocampista | Rodrigo Betancur   |     |
| 8          | Centrocampista | Nahitan Nández     | 64' |
| 7          | Delantero      | Nicolás Lodeiro    | 75' |
| 9          | Delantero      | Luis Suárez        |     |
| 21         | Delantero      | Edinson Cavani     |     |
| Entrenador | Entrenador     | Óscar Tabárez      |     |

| 22         | Guardameta     | Alexander Domínguez |     |
| 2          | Defensa        | Arturo Mina         |     |
| 21         | Defensa        | Gabriel Achilier    |     |
| 17         | Defensa        | José Quintero       |     |
| 19         | Defensa        | Beder Caicedo       |     |
| 15         | Centrocampista | Jefferson Intriago  |     |
| 18         | Centrocampista | Jefferson Orejuela  |     |
| 16         | Centrocampista | Antonio Valencia    |     |
| 10         | Centrocampista | Ángel Mena          | 29' |
| 11         | Centrocampista | Ayrton Preciado     | 45' |
| 13         | Delantero      | Enner Valencia      |     |
| Entrenador | Entrenador     | Hernán Darío Gómez  |     |

| 16 | Delantero      | Gastón Pereiro    | 64' |
| 14 | Centrocampista | Lucas Torreira    | 75' |
| 15 | Centrocampista | Federico Valverde | 81' |

| 4 | Defensa        | Pedro Pablo Velasco | 29' |
| 7 | Centrocampista | Romario Ibarra      | 45' |

| Anotado           | 6'  | Nicolás Lodeiro | 1-0 |
| Anotado           | 33' | Edinson Cavani  | 2-0 |
| Anotado           | 44' | Luis Suárez     | 3-0 |
| Anotado · Autogol | 78' | Arturo Mina     | 4-0 |

| Amonestado | 14' | Nicolás Lodeiro    |
| Amonestado | 63' | José María Giménez |

| Expulsado | 24' | José Quintero |

| Árbitro             | Anderson Daronco   |
| Árbitros asistentes | Marcelo Van Gasse  |
| Árbitros asistentes | Kléber Lúcio Gil   |
| Cuarto árbitro      | Nicolás Gallo      |
| VAR                 | Wilton Sampaio     |
| Asistentes VAR      | Fernando Rapallini |
| Asistentes VAR      | Rodrigo Correa     |

| 1          | Guardameta     | Fernando Muslera   |     |
| 2          | Defensa        | José María Giménez |     |
| 3          | Defensa        | Diego Godín        |     |
| 22         | Defensa        | Martín Cáceres     |     |
| 17         | Defensa        | Diego Laxalt       |     |
| 5          | Centrocampista | Matías Vecino      | 81' |
| 6          | Centrocampista | Rodrigo Betancur   |     |
| 8          | Centrocampista | Nahitan Nández     | 64' |
| 7          | Delantero      | Nicolás Lodeiro    | 75' |
| 9          | Delantero      | Luis Suárez        |     |
| 21         | Delantero      | Edinson Cavani     |     |
| Entrenador | Entrenador     | Óscar Tabárez      |     |

| 22         | Guardameta     | Alexander Domínguez |     |
| 2          | Defensa        | Arturo Mina         |     |
| 21         | Defensa        | Gabriel Achilier    |     |
| 17         | Defensa        | José Quintero       |     |
| 19         | Defensa        | Beder Caicedo       |     |
| 15         | Centrocampista | Jefferson Intriago  |     |
| 18         | Centrocampista | Jefferson Orejuela  |     |
| 16         | Centrocampista | Antonio Valencia    |     |
| 10         | Centrocampista | Ángel Mena          | 29' |
| 11         | Centrocampista | Ayrton Preciado     | 45' |
| 13         | Delantero      | Enner Valencia      |     |
| Entrenador | Entrenador     | Hernán Darío Gómez  |     |

| 16 | Delantero      | Gastón Pereiro    | 64' |
| 14 | Centrocampista | Lucas Torreira    | 75' |
| 15 | Centrocampista | Federico Valverde | 81' |

| 4 | Defensa        | Pedro Pablo Velasco | 29' |
| 7 | Centrocampista | Romario Ibarra      | 45' |

| Anotado           | 6'  | Nicolás Lodeiro | 1-0 |
| Anotado           | 33' | Edinson Cavani  | 2-0 |
| Anotado           | 44' | Luis Suárez     | 3-0 |
| Anotado · Autogol | 78' | Arturo Mina     | 4-0 |

| Amonestado | 14' | Nicolás Lodeiro    |
| Amonestado | 63' | José María Giménez |

| Expulsado | 24' | José Quintero |

| Árbitro             | Anderson Daronco   |
| Árbitros asistentes | Marcelo Van Gasse  |
| Árbitros asistentes | Kléber Lúcio Gil   |
| Cuarto árbitro      | Nicolás Gallo      |
| VAR                 | Wilton Sampaio     |
| Asistentes VAR      | Fernando Rapallini |
| Asistentes VAR      | Rodrigo Correa     |

#### Uruguay vs. Japón
| 20 de junio de 2019, 20:00 | Uruguay                                         | 2:2 (1:1) | Japón                | Arena do Grêmio, Porto Alegre                            |                                                          |
|                            | Luis Suárez 32' (pen.) · José María Giménez 66' | Reporte   | Koji Miyoshi 25' 59' | Asistencia: 39 733 espectadores Árbitro(s): Andrés Rojas | Asistencia: 39 733 espectadores Árbitro(s): Andrés Rojas |

| 1          | Guardameta     | Fernando Muslera   |     |
| 2          | Defensa        | José María Giménez |     |
| 3          | Defensa        | Diego Godín        |     |
| 22         | Defensa        | Martín Cáceres     |     |
| 17         | Defensa        | Diego Laxalt       | 28' |
| 14         | Centrocampista | Lucas Torreira     |     |
| 6          | Centrocampista | Rodrigo Betancur   |     |
| 8          | Centrocampista | Nahitan Nández     | 60' |
| 7          | Delantero      | Nicolás Lodeiro    | 73' |
| 9          | Delantero      | Luis Suárez        |     |
| 21         | Delantero      | Edinson Cavani     |     |
| Entrenador | Entrenador     | Óscar Tabárez      |     |

| 1          | Guardameta     | Eiji Kawashima    |     |
| 5          | Defensa        | Naomichi Ueda     |     |
| 17         | Defensa        | Takehiro Tomiyasu |     |
| 19         | Defensa        | Tomoki Iwata      | 87' |
| 2          | Defensa        | Daiki Sugioka     |     |
| 7          | Centrocampista | Gaku Shibasaki    |     |
| 4          | Centrocampista | Ko Itakura        |     |
| 11         | Centrocampista | Koji Miyoshi      | 83' |
| 10         | Centrocampista | Shoya Nakajima    |     |
| 20         | Delantero      | Hiroki Abe        | 67' |
| 18         | Delantero      | Shinji Okazaki    |     |
| Entrenador | Entrenador     | Hajime Moriyasu   |     |

| 4  | Defensa        | Giovanni González      | 28' |
| 10 | Centrocampista | Giorgian De Arrascaeta | 60' |
| 15 | Centrocampista | Federico Valverde      | 73' |

| 13 | Delantero      | Ayase Ueda    | 67' |
| 21 | Centrocampista | Takefusa Kubo | 83' |
| 22 | Defensa        | Yugo Tatsuta  | 87' |

| Anotado · Penal | 32' | Luis Suárez        | 1-1 |
| Anotado         | 66' | José María Giménez | 2-2 |

| Anotado | 25' | Koji Miyoshi | 0-1 |
| Anotado | 59' | Koji Miyoshi | 1-2 |

| Amonestado | 31' | Naomichi Ueda  |
| Amonestado | 78' | Shoya Nakajima |

| Árbitro             | Andrés Rojas     |
| Árbitros asistentes | Alexander Guzmán |
| Árbitros asistentes | Wilmar Navarro   |
| Cuarto árbitro      | Nicolás Gallo    |
| VAR                 | Diego Haro       |
| Asistentes VAR      | Néstor Pitana    |
| Asistentes VAR      | Hernán Maidana   |

| 1          | Guardameta     | Fernando Muslera   |     |
| 2          | Defensa        | José María Giménez |     |
| 3          | Defensa        | Diego Godín        |     |
| 22         | Defensa        | Martín Cáceres     |     |
| 17         | Defensa        | Diego Laxalt       | 28' |
| 14         | Centrocampista | Lucas Torreira     |     |
| 6          | Centrocampista | Rodrigo Betancur   |     |
| 8          | Centrocampista | Nahitan Nández     | 60' |
| 7          | Delantero      | Nicolás Lodeiro    | 73' |
| 9          | Delantero      | Luis Suárez        |     |
| 21         | Delantero      | Edinson Cavani     |     |
| Entrenador | Entrenador     | Óscar Tabárez      |     |

| 1          | Guardameta     | Eiji Kawashima    |     |
| 5          | Defensa        | Naomichi Ueda     |     |
| 17         | Defensa        | Takehiro Tomiyasu |     |
| 19         | Defensa        | Tomoki Iwata      | 87' |
| 2          | Defensa        | Daiki Sugioka     |     |
| 7          | Centrocampista | Gaku Shibasaki    |     |
| 4          | Centrocampista | Ko Itakura        |     |
| 11         | Centrocampista | Koji Miyoshi      | 83' |
| 10         | Centrocampista | Shoya Nakajima    |     |
| 20         | Delantero      | Hiroki Abe        | 67' |
| 18         | Delantero      | Shinji Okazaki    |     |
| Entrenador | Entrenador     | Hajime Moriyasu   |     |

| 4  | Defensa        | Giovanni González      | 28' |
| 10 | Centrocampista | Giorgian De Arrascaeta | 60' |
| 15 | Centrocampista | Federico Valverde      | 73' |

| 13 | Delantero      | Ayase Ueda    | 67' |
| 21 | Centrocampista | Takefusa Kubo | 83' |
| 22 | Defensa        | Yugo Tatsuta  | 87' |

| Anotado · Penal | 32' | Luis Suárez        | 1-1 |
| Anotado         | 66' | José María Giménez | 2-2 |

| Anotado | 25' | Koji Miyoshi | 0-1 |
| Anotado | 59' | Koji Miyoshi | 1-2 |

| Amonestado | 31' | Naomichi Ueda  |
| Amonestado | 78' | Shoya Nakajima |

| Árbitro             | Andrés Rojas     |
| Árbitros asistentes | Alexander Guzmán |
| Árbitros asistentes | Wilmar Navarro   |
| Cuarto árbitro      | Nicolás Gallo    |
| VAR                 | Diego Haro       |
| Asistentes VAR      | Néstor Pitana    |
| Asistentes VAR      | Hernán Maidana   |

#### Chile vs Uruguay
| 24 de junio de 2019, 20:00 | Chile | 0:1 (0:0) | Uruguay            | Estadio Maracanã, Río de Janeiro                          |                                                           |
|                            |       | Reporte   | Edinson Cavani 82' | Asistencia: 57 442 espectadores Árbitro(s): Raphael Claus | Asistencia: 57 442 espectadores Árbitro(s): Raphael Claus |

| 1          | Guardameta     | Gabriel Arias         |     |
| 18         | Defensa        | Gonzalo Jara          | 90' |
| 17         | Defensa        | Gary Medel            | 55' |
| 3          | Defensa        | Guillermo Maripán     |     |
| 5          | Defensa        | Paulo Díaz            |     |
| 13         | Centrocampista | Erick Pulgar          |     |
| 21         | Centrocampista | Óscar Opazo           |     |
| 20         | Centrocampista | Charles Aránguiz      |     |
| 16         | Centrocampista | Pedro Pablo Hernández |     |
| 7          | Delantero      | Alexis Sánchez        |     |
| 11         | Delantero      | Eduardo Vargas        | 77' |
| Entrenador | Entrenador     | Reinaldo Rueda        |     |

| 1          | Guardameta     | Fernando Muslera       |       |
| 2          | Defensa        | José María Giménez     |       |
| 3          | Defensa        | Diego Godín            |       |
| 22         | Defensa        | Martín Cáceres         |       |
| 4          | Defensa        | Giovanni González      |       |
| 15         | Centrocampista | Federico Valverde      | 90+2' |
| 6          | Centrocampista | Rodrigo Betancur       |       |
| 7          | Centrocampista | Nicolás Lodeiro        | 45'   |
| 10         | Centrocampista | Giorgian De Arrascaeta | 76'   |
| 9          | Delantero      | Luis Suárez            |       |
| 21         | Delantero      | Edinson Cavani         |       |
| Entrenador | Entrenador     | Óscar Tabárez          |       |

| 2  | Defensa   | Igor Lichnovsky  | 55' |
| 19 | Delantero | Junior Fernandes | 77' |
| 9  | Delantero | Nicolás Castillo | 90' |

| 8  | Centrocampista | Nahitan Nández     | 45'   |
| 20 | Delantero      | Jonathan Rodríguez | 76'   |
| 19 | Delantero      | Sebastián Coates   | 90+2' |

| Anotado | 82' | Edinson Cavani | 0-1 |

| Amonestado | 70' | Giovanni González |

| Árbitro             | Raphael Claus       |
| Árbitros asistentes | Marcelo Van Gasse   |
| Árbitros asistentes | Kléber Lúcio Gil    |
| Cuarto Árbitro      | Mario Díaz de Vivar |
| VAR                 | Wilton Sampaio      |
| Asistentes VAR      | Arnaldo Samaniego   |
| Asistentes VAR      | Ezequiel Brailovsky |

| 1          | Guardameta     | Gabriel Arias         |     |
| 18         | Defensa        | Gonzalo Jara          | 90' |
| 17         | Defensa        | Gary Medel            | 55' |
| 3          | Defensa        | Guillermo Maripán     |     |
| 5          | Defensa        | Paulo Díaz            |     |
| 13         | Centrocampista | Erick Pulgar          |     |
| 21         | Centrocampista | Óscar Opazo           |     |
| 20         | Centrocampista | Charles Aránguiz      |     |
| 16         | Centrocampista | Pedro Pablo Hernández |     |
| 7          | Delantero      | Alexis Sánchez        |     |
| 11         | Delantero      | Eduardo Vargas        | 77' |
| Entrenador | Entrenador     | Reinaldo Rueda        |     |

| 1          | Guardameta     | Fernando Muslera       |       |
| 2          | Defensa        | José María Giménez     |       |
| 3          | Defensa        | Diego Godín            |       |
| 22         | Defensa        | Martín Cáceres         |       |
| 4          | Defensa        | Giovanni González      |       |
| 15         | Centrocampista | Federico Valverde      | 90+2' |
| 6          | Centrocampista | Rodrigo Betancur       |       |
| 7          | Centrocampista | Nicolás Lodeiro        | 45'   |
| 10         | Centrocampista | Giorgian De Arrascaeta | 76'   |
| 9          | Delantero      | Luis Suárez            |       |
| 21         | Delantero      | Edinson Cavani         |       |
| Entrenador | Entrenador     | Óscar Tabárez          |       |

| 2  | Defensa   | Igor Lichnovsky  | 55' |
| 19 | Delantero | Junior Fernandes | 77' |
| 9  | Delantero | Nicolás Castillo | 90' |

| 8  | Centrocampista | Nahitan Nández     | 45'   |
| 20 | Delantero      | Jonathan Rodríguez | 76'   |
| 19 | Delantero      | Sebastián Coates   | 90+2' |

| Anotado | 82' | Edinson Cavani | 0-1 |

| Amonestado | 70' | Giovanni González |

| Árbitro             | Raphael Claus       |
| Árbitros asistentes | Marcelo Van Gasse   |
| Árbitros asistentes | Kléber Lúcio Gil    |
| Cuarto Árbitro      | Mario Díaz de Vivar |
| VAR                 | Wilton Sampaio      |
| Asistentes VAR      | Arnaldo Samaniego   |
| Asistentes VAR      | Ezequiel Brailovsky |

#### Uruguay vs. Perú
| 29 de junio de 2019, 16:00           | Uruguay                                        | 0:0 (4:5 p.)               | Perú                                            | Arena Fonte Nova, Salvador                                                       |                                                                                  |
|                                      |                                                | Reporte                    |                                                 | Asistencia: 21 180 espectadores Árbitro(s): Wilton Sampaio VAR: Patricio Loustau | Asistencia: 21 180 espectadores Árbitro(s): Wilton Sampaio VAR: Patricio Loustau |
|                                      |                                                | Tiros desde el punto penal |                                                 |                                                                                  |                                                                                  |
|                                      | Suárez · Cavani · Stuani · Betancur · Torreira |                            | Guerrero · Ruidíaz · Yotún · Advíncula · Flores |                                                                                  |                                                                                  |
| Primera victoria de Perú en penales. |                                                |                            |                                                 |                                                                                  |                                                                                  |

| 1          | Guardameta     | Fernando Muslera       |       |
| 2          | Defensa        | José María Giménez     |       |
| 3          | Defensa        | Diego Godín            |       |
| 4          | Defensa        | Giovanni González      |       |
| 22         | Defensa        | Martín Cáceres         |       |
| 6          | Centrocampista | Rodrigo Bentancur      |       |
| 8          | Centrocampista | Nahitan Nández         | 56'   |
| 10         | Centrocampista | Giorgian De Arrascaeta |       |
| 15         | Centrocampista | Federico Valverde      | 90+6' |
| 9          | Delantero      | Luis Suárez            |       |
| 21         | Delantero      | Edinson Cavani         |       |
| Entrenador | Entrenador     | Óscar Tabárez          |       |

| 1          | Guardameta     | Pedro Gallese   |     |
| 2          | Defensa        | Luis Advíncula  |     |
| 6          | Defensa        | Miguel Trauco   |     |
| 15         | Defensa        | Carlos Zambrano |     |
| 17         | Defensa        | Luis Abram      |     |
| 8          | Centrocampista | Christian Cueva | 84' |
| 13         | Centrocampista | Renato Tapia    |     |
| 19         | Centrocampista | Yoshimar Yotún  |     |
| 20         | Centrocampista | Edison Flores   |     |
| 9          | Delantero      | Paolo Guerrero  |     |
| 18         | Delantero      | André Carrillo  | 74' |
| Entrenador | Entrenador     | Ricardo Gareca  |     |

| 14 | Centrocampista | Lucas Torreira   | 56'   |
| 11 | Delantero      | Cristhian Stuani | 90+6' |

| 23 | Centrocampista | Christofer Gonzales | 74' |
| 11 | Delantero      | Raúl Ruidíaz        | 84' |

| Luis Suárez       | Fallo de penal (Atajado) | 0 : 0 |                  |                |
|                   |                          | 0 : 1 | Acierto de penal | Paolo Guerrero |
|                   |                          |       |                  |                |
| Edinson Cavani    | Acierto de penal         | 1 : 1 |                  |                |
|                   |                          | 1 : 2 | Acierto de penal | Raúl Ruidíaz   |
| Cristhian Stuani  | Acierto de penal         | 2 : 2 |                  |                |
|                   |                          | 2 : 3 | Acierto de penal | Yoshimar Yotún |
| Rodrigo Bentancur | Acierto de penal         | 3 : 3 |                  |                |
|                   |                          | 3 : 4 | Acierto de penal | Luis Advíncula |
| Lucas Torreira    | Acierto de penal         | 4 : 4 |                  |                |
|                   |                          | 4 : 5 | Acierto de penal | Edison Flores  |

| Amonestado | 32' | Diego Godín       |
| Amonestado | 69' | Federico Valverde |

| Amonestado | 48' | Carlos Zambrano |
| Amonestado | 63' | Christian Cueva |

| Árbitro             | Wilton Sampaio    |
| Árbitros asistentes | Kléber Lúcio Gil  |
| Árbitros asistentes | Rodrigo Correa    |
| Cuarto Árbitro      | Arnaldo Samaniego |
| VAR                 | Patricio Loustau  |
| Asistentes VAR      | Jesús Valenzuela  |
| Asistentes VAR      | Eduardo Cardozo   |

| 1          | Guardameta     | Fernando Muslera       |       |
| 2          | Defensa        | José María Giménez     |       |
| 3          | Defensa        | Diego Godín            |       |
| 4          | Defensa        | Giovanni González      |       |
| 22         | Defensa        | Martín Cáceres         |       |
| 6          | Centrocampista | Rodrigo Bentancur      |       |
| 8          | Centrocampista | Nahitan Nández         | 56'   |
| 10         | Centrocampista | Giorgian De Arrascaeta |       |
| 15         | Centrocampista | Federico Valverde      | 90+6' |
| 9          | Delantero      | Luis Suárez            |       |
| 21         | Delantero      | Edinson Cavani         |       |
| Entrenador | Entrenador     | Óscar Tabárez          |       |

| 1          | Guardameta     | Pedro Gallese   |     |
| 2          | Defensa        | Luis Advíncula  |     |
| 6          | Defensa        | Miguel Trauco   |     |
| 15         | Defensa        | Carlos Zambrano |     |
| 17         | Defensa        | Luis Abram      |     |
| 8          | Centrocampista | Christian Cueva | 84' |
| 13         | Centrocampista | Renato Tapia    |     |
| 19         | Centrocampista | Yoshimar Yotún  |     |
| 20         | Centrocampista | Edison Flores   |     |
| 9          | Delantero      | Paolo Guerrero  |     |
| 18         | Delantero      | André Carrillo  | 74' |
| Entrenador | Entrenador     | Ricardo Gareca  |     |

| 14 | Centrocampista | Lucas Torreira   | 56'   |
| 11 | Delantero      | Cristhian Stuani | 90+6' |

| 23 | Centrocampista | Christofer Gonzales | 74' |
| 11 | Delantero      | Raúl Ruidíaz        | 84' |

| Luis Suárez       | Fallo de penal (Atajado) | 0 : 0 |                  |                |
|                   |                          | 0 : 1 | Acierto de penal | Paolo Guerrero |
|                   |                          |       |                  |                |
| Edinson Cavani    | Acierto de penal         | 1 : 1 |                  |                |
|                   |                          | 1 : 2 | Acierto de penal | Raúl Ruidíaz   |
| Cristhian Stuani  | Acierto de penal         | 2 : 2 |                  |                |
|                   |                          | 2 : 3 | Acierto de penal | Yoshimar Yotún |
| Rodrigo Bentancur | Acierto de penal         | 3 : 3 |                  |                |
|                   |                          | 3 : 4 | Acierto de penal | Luis Advíncula |
| Lucas Torreira    | Acierto de penal         | 4 : 4 |                  |                |
|                   |                          | 4 : 5 | Acierto de penal | Edison Flores  |

| Amonestado | 32' | Diego Godín       |
| Amonestado | 69' | Federico Valverde |

| Amonestado | 48' | Carlos Zambrano |
| Amonestado | 63' | Christian Cueva |

| Árbitro             | Wilton Sampaio    |
| Árbitros asistentes | Kléber Lúcio Gil  |
| Árbitros asistentes | Rodrigo Correa    |
| Cuarto Árbitro      | Arnaldo Samaniego |
| VAR                 | Patricio Loustau  |
| Asistentes VAR      | Jesús Valenzuela  |
| Asistentes VAR      | Eduardo Cardozo   |

## Participación de jugadores
| #  | Pos        | Jugador          | PJ | Minutos Jugados | Goles recibidos | Atajos | Tarjetas Amarillas | Doble Tarjeta Amarilla y Roja | Tarjetas Rojas |
| -- | ---------- | ---------------- | -- | --------------- | --------------- | ------ | ------------------ | ----------------------------- | -------------- |
| 1  | Guardameta | Fernando Muslera | 4  | 360             | -2              | -      | 0                  | 0                             | 0              |
| 12 | Guardameta | Martín Campaña   | -  | -               | -               | -      | -                  | -                             | -              |
| 23 | Guardameta | Martín Silva     | -  | -               | -               | -      | -                  | -                             | -              |

| #  | Pos            | Jugador                | PJ | Minutos Jugados | Goles | Asistencias | Tarjetas Amarillas | Doble Tarjeta Amarilla y Roja | Tarjetas Rojas |
| -- | -------------- | ---------------------- | -- | --------------- | ----- | ----------- | ------------------ | ----------------------------- | -------------- |
| 2  | Defensa        | José María Giménez     | 4  | 360             | 1     | 0           | 1                  | 0                             | 0              |
| 3  | Defensa        | Diego Godín            | 4  | 360             | 0     | 1           | 1                  | 0                             | 0              |
| 4  | Defensa        | Giovanni González      | 3  | 242             | 0     | 0           | 1                  | 0                             | 0              |
| 5  | Centrocampista | Matías Vecino          | 1  | 81              | 0     | 0           | 0                  | 0                             | 0              |
| 6  | Centrocampista | Rodrigo Bentancur      | 4  | 360             | 0     | 0           | 0                  | 0                             | 0              |
| 7  | Centrocampista | Nicolás Lodeiro        | 3  | 193             | 1     | 1           | 1                  | 0                             | 0              |
| 8  | Centrocampista | Nahitan Nández         | 4  | 226             | 0     | 0           | 0                  | 0                             | 0              |
| 9  | Delantero      | Luis Suárez            | 4  | 360             | 2     | 1           | 0                  | 0                             | 0              |
| 10 | Centrocampista | Giorgian de Arrascaeta | 3  | 196             | 0     | 0           | 0                  | 0                             | 0              |
| 11 | Delantero      | Cristhian Stuani       | 1  | 1               | 0     | 0           | 0                  | 0                             | 0              |
| 13 | Defensa        | Marcelo Saracchi       | -  | -               | -     | -           | -                  | -                             | -              |
| 14 | Centrocampista | Lucas Torreira         | 3  | 138             | 0     | 0           | 0                  | 0                             | 0              |
| 15 | Centrocampista | Federico Valverde      | 4  | 206             | 0     | 0           | 1                  | 0                             | 0              |
| 16 | Centrocampista | Gastón Pereiro         | 1  | 26              | 0     | 1           | 0                  | 0                             | 0              |
| 17 | Defensa        | Diego Laxalt           | 2  | 118             | 0     | 0           | 0                  | 0                             | 0              |
| 18 | Delantero      | Maximiliano Gómez      | -  | -               | -     | -           | -                  | -                             | -              |
| 19 | Defensa        | Sebastián Coates       | 1  | 1               | 0     | 0           | 0                  | 0                             | 0              |
| 20 | Delantero      | Jonathan Rodríguez     | 1  | 14              | 0     | 1           | 0                  | 0                             | 0              |
| 21 | Delantero      | Edinson Cavani         | 4  | 360             | 2     | 1           | 0                  | 0                             | 0              |
| 22 | Defensa        | Martín Cáceres         | 4  | 360             | 0     | 1           | 0                  | 0                             | 0              |

## Curiosidades
En Uruguay, buena parte del desarrollo de la Copa América coincide con la campaña electoral de cara a las elecciones internas de los partidos políticos. Si bien el acto electoral tiene lugar el domingo 30 de junio y en esa fecha no se disputa ningún partido, la atención del público tiende a favorecer al campeonato futbolístico. En consecuencia, a medida que se acerca el acto comicial, los diversos sectores políticos adaptaron sus estrategias para organizar actos públicos, incluyendo pantallas para poder ver partidos.